# Liste der denkmalgeschützten Objekte in Hallein-Gamp
Die Liste der denkmalgeschützten Objekte in Hallein-Gamp enthält das eine denkmalgeschützte, unbewegliche Objekt der Katastralgemeinde Gamp der Stadt Hallein im salzburgischen Bezirk Hallein.

## Denkmäler
| Foto |                 | Denkmal                                           | Standort                                        | Beschreibung | Metadaten |
| ---- | --------------- | ------------------------------------------------- | ----------------------------------------------- | --- | --- |
| ja   | Datei hochladen | Zementofenanlage HERIS-ID: 32542 Objekt-ID: 29658 | gegenüber Gamperstraße Süd 11 Standort KG: Gamp | Die 1890 errichtete Zementofenanlage, die als wichtiges technisches Denkmal im Bundesland Salzburg gilt, war bis 1926 in Betrieb. | BDA-Hist.: Q1716613 Status: Bescheid Stand der BDA-Liste: 2025-06-30 Name: Zementofenanlage GstNr.: 59, 278/1 |